# حفرية تي إم 1517

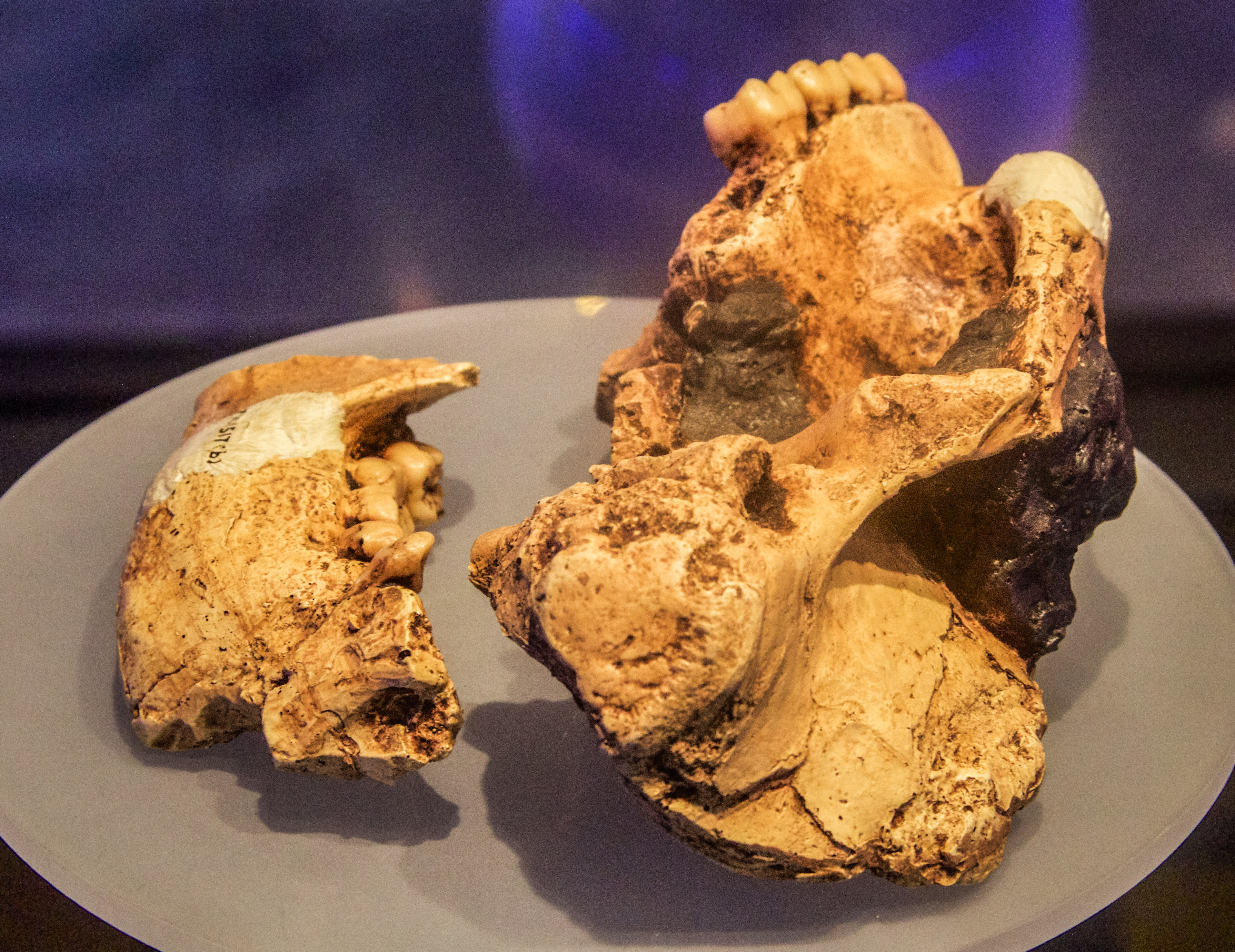

حفريّة تي إم 1517 هي عبارة عن جمجمة وفكّ سفليّ متحجّران تعود إلى فرد من نوع بارانثروبوس روبوستوس، عُثر عليها في منطقة كرومادراي بجنوب أفريقيا في عام 1938 من قبل روبرت بروم. 
تتضمّن السمات المُميّزة لهذه العيّنة قنوات عظميّة في الأذن متوضّعة أسفل مستوى العظم الوجني (وتشبه بذلك الإنسان أكثر من القرود)، وثقبة قذالية عظمى صاعدة تشير إلى هيئة منتصبة أكثر من هيئة القرود الأفريقيّة. عند مقارنة حفريّة تي إم 1517 مع جنس أوسترالوبيثيكوس فإنّنا نجد أنّ حفريّة تي إم 1517 أكبر قليلاً وأكثر متانة، وامتلكت أنياباً أصغر، ووجهاً مسطّحاً.